# Maud Lewis
Maud Kathleen Lewis (nhũ danh: Dowley; sinh ngày 7 tháng 3, 1903 – mất ngày 30 tháng 7, 1970) là họa sĩ nghệ thuật dân gian người Canada đến từ vùng Nova Scotia. Nữ họa sĩ sống phần lớn cuộc đời mình trong cảnh nghèo khó tại một căn nhà nhỏ ở vùng Marshalltown của tỉnh Nova Scotia. Sự công nhận từ đất nước cũng như tài năng của bà được phát hiện lần đầu vào năm 1964. Bà được biết đến với những bức tranh vui tươi về phong cảnh, động vật, hoa, nó mang đến cho người thưởng thức một cái nhìn hoài cổ và lạc quan về quê hương của nữ họa sĩ. Một số ấn phẩm về cuộc đời bà như các cuốn sách, vở kịch và bộ phim cũng đã được xuất bản cũng như sản xuất. Dù đã qua đời nhưng Lewis vẫn được coi là một trong những nghệ sĩ dân gian nổi tiếng nhất của Canada; các tác phẩm của bà và ngôi nhà Maud Lewis đã được phục dựng lại và trưng bày trong bảo tàng  Art Gallery of Nova Scotia.

## Thiếu thời
Lewis ra đời vào ngày 7 tháng 3 năm 1903 với tên khai sinh là Maud Kathleen Dowley tại thành phố Nam Ohio tỉnh Nova Scotia. Bà là con gái của John và Agnes (Germain) Dowley. Nữ họa sĩ có một người anh trai là Charles. Không được may mắn như những đứa trẻ bình thường, khi sinh ra bà bị dị tật bẩm sinh dẫn đến việc cuối cùng bà bị viêm khớp dạng thấp, làm giảm khả năng vận động, đặc biệt là vùng tay. Ba của Lewsi là một thợ rèn kiêm nhà sản xuất dây nịt và đồng thời ông cũng có một cửa hàng bán dây nịt ở Yarmouth, Nova Scotia. Công việc kinh doanh dây nịt của ông đã giúp Lewis sống ở tầng lớp trung lưu khi còn nhỏ. Lúc nhỏ, bà được mẹ hướng dẫn làm thiệp Giáng sinh bằng màu nước để đem bán. Và từ đó, Lewis bắt đầu sự nghiệp hội họa của mình bằng cách bán những tấm thiệp Giáng sinh vẽ bằng chính đôi tay của bà.
Năm 1935, cha của bà qua đời và hai năm sau, người mẹ Agnes của bà cũng ra đi. Bà phải sống cùng anh trai trong một thời gian ngắn và sau đó là chuyển đến Digby, Nova Scotia để sống cùng dì của mình.

## Hôn nhân
Nữ họa sĩ kết hôn với chồng của mình là Everett Lewis, một ngư dân bán cá dạo từ Marshalltown, vào ngày 16 tháng 1 năm 1938 và lúc này bà được 34 tuổi. Everett Lewis còn là một người canh chừng cho trang trại Poor Farm. Everett cho biết rằng, lần đầu ông gặp vợ mình khi bà xuất hiện trước cửa nhà để xin làm người giúp việc nhà sau khi ông dán bảng tìm kiếm tại một cửa hàng ở địa phương. Và nhiều tuần sau đó, họ đã trở thành vợ chồng.
Hai người sống trong căn nhà một phòng với chiếc gác xép là phòng ngủ của Everett tại Marshalltown, cách Digby vài dặm về phía Tây. Maud đã sử dụng ngôi nhà này làm xưởng vẽ của bà và Everett trở thành người chăm sóc cho ngôi nhà. Cả hai đã sống trong cảnh nghèo khó tại căn nhà một phòng này trong suốt quãng đời của mình.
Maud Lewis kiếm tiền bằng việc đem theo những tấm thiệp Giáng sinh của mình đã vẽ khi đi cùng chồng bán cá và bà bán mỗi tấm thiệp với giá 5 xu, bằng với giá mà mẹ bà đã mua những tấm thiệp của bà khi bà còn nhỏ. Những tấm thiệp này rất được yêu thích bởi khách hàng của chồng bà. Khi Everett được thuê làm người gác đêm tại trang trại Poor Farm, nữ họa sĩ bắt đầu vẽ những bức tranh và tấm thiệp Giáng sinh mà bà đã vẽ tại chính ngôi nhà của mình. Chồng bà đã động viên Lewis vẽ những bức tranh và ông đã mua cho bà bộ sơn dầu đầu tiên.
Từ từ, bà dần mở rộng khả năng của mình và sử dụng bề mặt của mọi vật liệu để vẽ như bìa cứng (ván gỗ ép), khay nướng bánh quy hay những ván mặt cửa Masonite. Lewis là một họa sĩ vẽ rất nhiều và bà đã vẽ lên tất cả mọi bề mặt có trong ngôi nhà bé nhỏ của mình như tường, cửa ra vào, hộp bánh mì và thậm chí là cả bếp lò. Căn nhà đã hoàn toàn được bao phủ bởi những hình vẽ hoa văn giản dị, lá cây và hoa. Bà phủ hoàn toàn hình nền thương mại có hoa văn đơn giản với thân, lá và hoa gân guốc.

## Cuối đời
Vào những năm cuối đời của mình, Maud Lewis ở trong ngôi nhà của bà và cố gắng tận dụng mọi thời gian để tiếp tục công việc vẽ. Bên cạnh đó, bà cũng phải thường xuyên đến bệnh viện để điều trị các vấn đề về sức khỏe. Nữ họa sĩ trút hơi thở cuối cùng của mình tại Digby vào ngày 30 tháng 7 năm 1970 vì bệnh viêm phổi. Vì căn bệnh viêm khớp dạng thấp khiến thân hình không bình thường nên khi qua đời, bà được chôn cất trong một chiếc quan tài của trẻ em. Và trong toàn bộ quãng đời của mình, bà chỉ sinh sống trong phạm vi cách nơi mình sinh ra tại Nam Ohio, Nova Scotia chỉ vỏn vẹn một giờ chạy xe.
Sau cái chết của vợ mình, Everett, chồng của bà vẫn tiếp tục sống trong căn nhà của cả hai. Nhưng vào năm 1979, ông đã bị sát hại bởi một tên cướp khi ông từ chối tiết lộ vị trí để tiền trong nhà.

## Sách và phương tiện truyền thông khác
Tháng 9 năm 2021, The Art Canada Institute xuất bản quyển Maud Lewis: Life & Work bởi Ray Cronin biên soạn.
Maud Lewis còn là đề tài cho cuốn sách The Illuminated Life of Maud Lewis của tác giả Lance Woolaver. Ngoài ra, Cục Điện ảnh Quốc gia Canada còn phát hành 3 bộ phim tài liệu về cuộc đời của bà bao gồm  Maud Lewis - A World Without Shadows (1976), The Illuminated Life of Maud Lewis (1998) và I Can Make Art... Like Maud Lewis (2005). I Can Make Art... Like Maud Lewis là phim ngắn về một nhóm học sinh lớp 6 tại Canada lấy cảm hứng từ chính công việc của nữ họa sĩ để tạo những tác phẩm nghệ thuật dân gian riêng.
Năm 2009, bảo tàng nghệ thuật Art Gallery of Nova Scotia đã kết hợp cùng với công ty Greg Thompson Productions để sản xuất một vở kịch về Lewis tại AGNS mang tên A Happy Heart: The Maud Lewis Story. Kịch được soạn và sản xuất bởi Greg Thompson, người đã từng sản xuất vở kịch Marilyn: Forever Blonde tại AGNS vào tháng 1 năm 2008.
Nữ biên kịch Sherry White đã chấp bút cho một bộ phim dựa trên chính cuộc đời của Lewis với tựa đề Maudie (2016). Phim được ra mắt lần đầu vào Liên hoan phim quốc tế Toronto năm 2016. Phim được đạo diễn bởi Aisling Walsh với sự tham gia diễn xuất của hai ngôi sao Sally Hawkins trong vai Maud và Ethan Hawke trong vai Everett Lewis.